# Maut in Ungarn

Die Erhebung einer Maut in Ungarn erfolgt auf den Autobahnen und Autostraßen M0 (teilweise), M1, M2, M3, M4, M5, M6, M7, M15, M19, M25, M30, M35, M43, M60, M70, M85 und M86. Es wird Maut für alle Fahrzeuge erhoben.
Das Mautsystem wurde zum 1. Januar 2024 geändert. Ab diesem Termin werden alle Wohnmobile, die ein zulässiges Gesamtgewicht von mehr als 3,5 t haben, als schwere Nutzfahrzeuge betrachtet und für diese ist eine Maut zu entrichten, deren Höhe proportional zur zurückgelegten Strecke ist.

## Preise
Für die Benutzung von Autobahnen ist in Ungarn der Kauf einer virtuellen Vignette (e-Matrica) notwendig, die es wahlweise für den Zeitraum von 10 Tagen, einem Monat und einem Jahr gibt. Im Gegensatz zu anderen Ländern muss hier seit dem 1. Januar 2008 kein Aufkleber an die Windschutzscheibe geklebt werden: Die Kontrolle erfolgt über Kameras und Computersysteme. Hierbei werden die beim Kauf angegebenen Autokennzeichen mit dem zentralen Datensatz abgeglichen. Der Kaufbeleg sollte nach Ablauf der Gültigkeit zwei Jahre lang aufbewahrt werden.
| Kategorie                                | Ab 1. Januar 2023 gültige, im E-Vignetten-System angewandte Gebühren | Ab 1. Januar 2023 gültige, im E-Vignetten-System angewandte Gebühren | Ab 1. Januar 2023 gültige, im E-Vignetten-System angewandte Gebühren | Ab 1. Januar 2023 gültige, im E-Vignetten-System angewandte Gebühren | Ab 1. Januar 2023 gültige, im E-Vignetten-System angewandte Gebühren |
| Kategorie                                | 1 Tag                                                                | 10 Tage                                                              | 1 Monat                                                              | 1 Jahre                                                              | Komitat                                                              |
| ---------------------------------------- | -------------------------------------------------------------------- | -------------------------------------------------------------------- | -------------------------------------------------------------------- | -------------------------------------------------------------------- | -------------------------------------------------------------------- |
| D1m (Motorrad)                           |                                                                      | 2.750 Forint                                                         | 4.450 Forint                                                         | 49.190 Forint                                                        | 5.720 Forint                                                         |
| D1, U (PKW bis 3,5 t, Anhänger)          | 5.150 Forint                                                         | 5.500 Forint                                                         | 8.900 Forint                                                         | 49.190 Forint                                                        | 5.720 Forint                                                         |
| D2 (PKW über 7 Personen, LKW, Wohnmobil) |                                                                      | 8.000 Forint                                                         | 12.600 Forint                                                        | 49.190 Forint                                                        | 11.450 Forint                                                        |
| B2 (Autobus)                             |                                                                      | 17.730 Forint                                                        | 25.150 Forint                                                        | 228.850 Forint                                                       | 22.890 Forint                                                        |

- Seit 1. Januar 2015 muss für Anhänger – deren Zugfahrzeug der Kategorie D2 entspricht – eine gesonderte Vignette (Kategorie U2) gelöst werden, deren Preise der Kategorie D1 entsprechen.

## Fahrzeugkategorien
Die Klasse D1M umfasst Motorräder. Da Motorräder üblicherweise nicht das ganze Jahr über genutzt werden, kann man in Ungarn keine Jahresvignette für Motorräder kaufen. Wenn man trotzdem eine Jahresvignette für Motorräder kaufen möchte, muss man eine Vignette der Fahrzeugkategorie D1 kaufen.
Die Fahrzeugkategorie D1 ist hauptsächlich für Personenkraftwagen, die ein Höchstgewicht von 3,5 Tonnen nicht überschreiten, maximal 5+2 Sitze haben und in Feld „J“ des Zulassungsschein den Code „M1“ haben. Für Anhänger und Sattelauflieger dieser Fahrzeuge ist die D1-Vignette ebenfalls ausreichend.
Die Fahrzeugkategorie D2 umfasst Fahrzeuge, die mehr als 7 Fahrgäste befördern können und daher nicht in eine der anderen Kategorien fallen. Darüber hinaus gibt es keine Rechtsvorschriften, die sie als HU-GO-gebührenpflichtige Fahrzeuge klassifizieren. Dies bedeutet, dass es sich bei dieser Kategorie um eine gemischte Kategorie handelt: Sie umfasst u. a. Kleinbusse, Wohnwagen, Wohnmobile usw. In Feld „J“ des Zulassungsscheins befindet sich in der Regel der Code „M1“, aber auch der Code „N1“ kann eingetragen sein, wenn das Fahrzeug als Lastkraftwagen geführt ist, jedoch das Höchstgewicht von 3,5 Tonnen nicht überschreitet.
Die Fahrzeugkategorie B2 umfasst Autobusse. Diese Fahrzeuge können mehr als neun Fahrgäste (einschließlich des Fahrersitzes) befördern und haben in Feld „J“ des Zulassungsscheins den Code M2 stehen, wenn das Höchstgewicht des Busses 5 Tonnen nicht übersteigt. Wenn das Höchstgewicht jedoch 5 Tonnen übersteigt, wird in Feld „J“ des Zulassungsscheins der Code M3 eingetragen, aber es handelt sich immer noch um die Kategorie B2.
Wenn Fahrzeuge der Fahrzeugkategorie D2 und B2 einen Anhänger oder einen Sattelauflieger transportieren wollen, müssen sie eine Vignette der Kategorie U kaufen. Der Anhänger oder Sattelauflieger darf ein zulässiges Höchstgewicht von 750 kg haben; in diesem Fall wird im Feld „J“ des Zulassungsscheins der Code „Q1“ eingetragen. Liegt das zulässige Gesamtgewicht des Anhängers oder Sattelaufliegers zwischen 0,75 und 3,5 Tonnen, so befindet sich im Feld „J“ des Zulassungsscheins der Code „Q2“. Es ist zu beachten, beim Kauf der Vignette der Kategorie U nicht das Kennzeichen des Zugfahrzeugs, sondern jenes des Anhängers oder Sattelaufliegers anzugeben.

## PKW

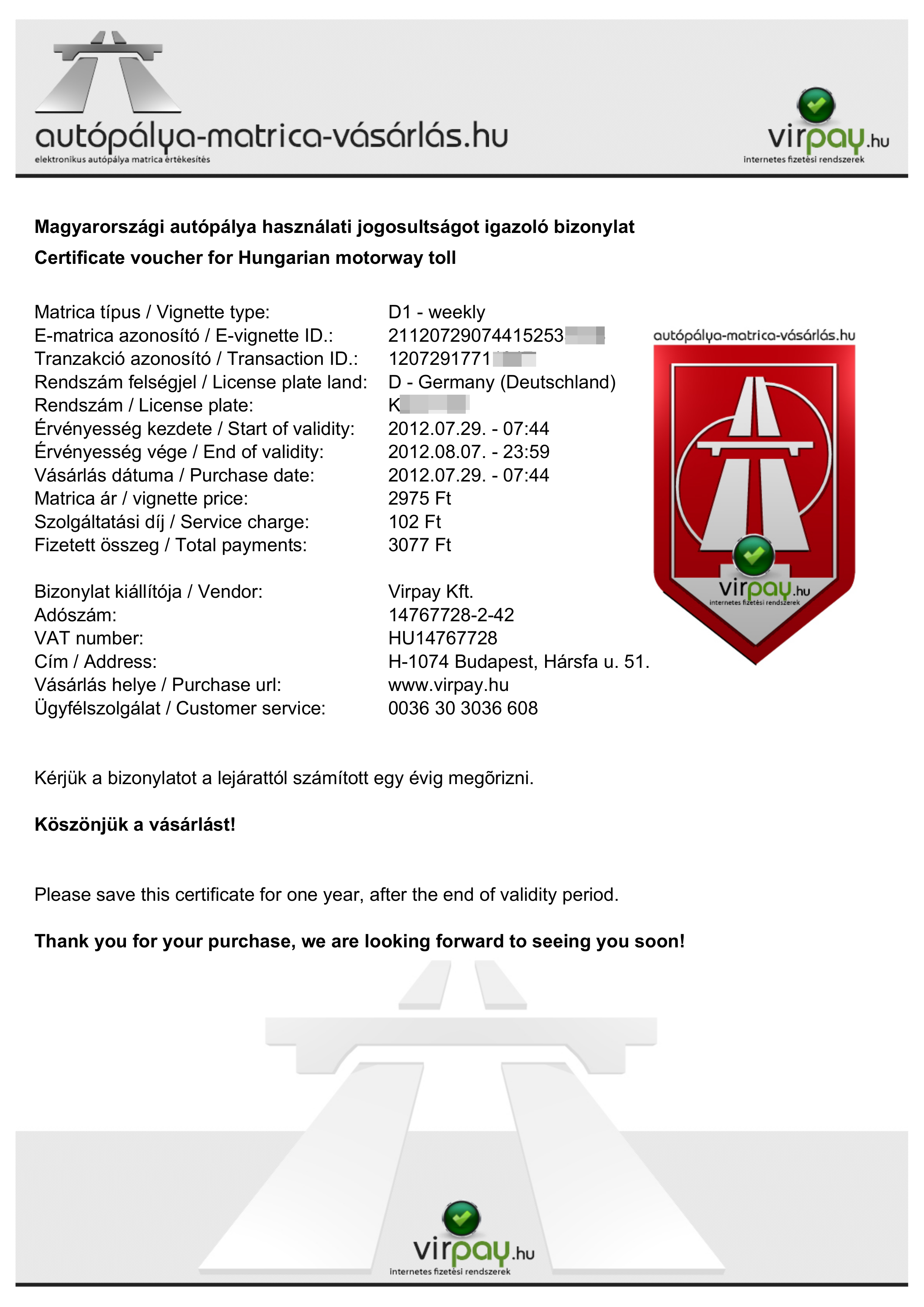
Via Internet bezahlte PKW-Maut, 2012

Für PKW gibt es Vignetten für einen Tag, zehn Tage, einen Monat oder ein Jahr. Die Zulassungsnummer der PKW wird gespeichert und man erhält lediglich eine Bestätigung. Es wird nichts hinter die Windschutzscheibe geklebt, die Überprüfung der bezahlten Maut wird elektronisch über das registrierte Kennzeichen durchgeführt. Das Kennzeichen wird dabei ohne Trennzeichen gespeichert, sodass beispielsweise zwischen „G-ULF1“ und „GU-LF1“ nicht unterschieden wird. Die Maut kann bei fast jeder Tankstelle bezahlt werden. Die Buchung der Mautgebühr ist mit Kreditkarte auch über das Internet möglich.

## LKW
Seit dem 1. Juli 2013 wird eine streckenabhängige elektronische Maut in Ungarn auf definierten Streckenabschnitten des Straßennetzes (Autobahnen, Autostraßen und Nationalstraßen) in einer Gesamtlänge von 6.513 km erhoben. Die Höhe der streckenabhängigen Maut hängt von dem benutzten Straßentyp, von der Fahrzeugkategorie (J2, J3, J4) und von der Umweltklasse ab.
| Kategorie | Erklärung                                                                                |
| --------- | ---------------------------------------------------------------------------------------- |
| J2        | Lastkraftwagen mit einem zulässigen Gesamtgewicht über 3,5 Tonnen mit 2 Achsen           |
| J3        | Lastkraftwagen mit einem zulässigen Gesamtgewicht über 3,5 Tonnen mit 3 Achsen           |
| J4        | Lastkraftwagen mit einem zulässigen Gesamtgewicht über 3,5 Tonnen mit 4 oder mehr Achsen |

Um am ungarischen Lkw-Mautsystem teilnehmen zu können, gibt es zwei verschiedene Möglichkeiten: die automatische und die manuelle Streckenbuchung. Bei der manuellen Streckenbuchung muss dabei noch zwischen der Einbuchung an einem Mautstellen-Terminal und der Einbuchung über ein Internet-Portal von Internet-Portal von HU-GO unterschieden werden.
Bei der automatischen Einbuchung über eine freiwillig eingebaute On-Board-Unit handelt es sich um eine GPS-/GPRS-gestützte Maut. Das bedeutet, die Mauthöhe wird per Satellitennavigation ermittelt und zwecks Abrechnung per Mobilfunk an den Zentralrechner des Betreibers des On-Board-Geräts z. B. GPS-ART Kft. Dieser übermittelt die ausgewerteten Daten an die Állami Autópálya Kezelő Zrt (AAK), damit dieser die Streckenmaut einziehen kann. Dazu lässt das Speditionsunternehmen zunächst seine mautpflichtigen Fahrzeuge bei HU-GO online registrieren. Der Einbau kann vor und nach der Registrierung erfolgen durch einen autorisierten On-Board-Vertragspartner.

### Ausnahmen von der Lkw-Maut
Von der Mautzahlung werden die folgenden Organisationen befreit:
- Ungarische Armee zum Schutz der öffentlichen Ordnung und der NATO
- Organe für den Verwalter des öffentlichen Straßennetzes
- Organe für Aufgaben der Mauteinnahme und -kontrolle
- Katastrophenschutz
- Verkehrsbehörde
- Sonstige Organe mit Berechtigungen zur Nutzung

## Komitatsweite Vignette
Ab dem 1. Januar 2015 wurden für alle Kategorien D1, D2, B2 und U landesweite Aufkleber sowie die bisher verwendeten landesweiten Aufkleber eingeführt, die ein Jahr lang für alle mautpflichtigen Straßen in einem bestimmten Komitat verwendet werden können. 
Eine räumlich bestimmte Jahresvignette für die Fahrzeuge der Kategorien D1, D2, U und B2, mit der das gebührenpflichtige Schnellstraßennetz eines Komitats benutzt werden kann. Für ein Fahrzeug können mehrere komitatsweite E-Vignetten gekauft werden. Die Gültigkeitsdauer dieser Berechtigung entspricht der Gültigkeitsdauer der für ein Jahr geltenden Berechtigung. Diese Vignette ist bis zum ersten Knotenpunkt außerhalb der Verwaltungsgrenzen des Komitats gültig. Die Details zu der räumlichen Gültigkeit der komitatsweiten Vignetten können aufgrund der Nummer des Knotenpunkts und des Kilometersteins hier eingesehen werden.
Es gibt keine komitatsweiten E-Vignetten nur für Motorräder. Für Motorräder kann eine komitatsweite Berechtigung in der Gebührenkategorie D1 gekauft werden. Motorradfahrer können darüber hinaus auch mit dem Kauf der ermäßigten landesweiten Wochen-E-Vignette (gültig für 10 Tage) bzw. mit dem Kauf der ermäßigten landesweiten Monats-E-Vignette für die Straßenbenutzung bezahlen.
Die folgende Tabelle zeigt, welche Abschnitte mit welchem Aufkleber erhältlich sind:
| Komitat                | Verfügbare Abschnitte                                                       | Gesamtlänge (km) |
| ---------------------- | --------------------------------------------------------------------------- | ---------------- |
| Baranya                | 163–192 km, volle Länge                                                     | 59               |
| Bács-Kiskun            | 53–140 km                                                                   | 87               |
| Borsod-Abaúj-Zemplén   | 114–175 km, volle Länge                                                     | 84               |
| Csongrád               | 114–174 km, volle Länge                                                     | 95               |
| Fejér                  | 27–56 km, 25–98 km, 23–89 km                                                | 169              |
| Győr-Moson-Sopron      | 94–172 km, , und volle Länge, 116–148 km                                    | 103              |
| Hajdú-Bihar            | 164–221 km, 221–225 km, volle Länge                                         | 101              |
| Heves                  | 39–128 km, volle Länge                                                      | 89               |
| Komárom-Esztergom      | 39–112 km                                                                   | 79               |
| Pest                   | , und volle Länge, 7–39 km, 11–55 km, 21–89 km, 14–67 km, 15–34 km, 7–30 km | 278              |
| Somogy                 | 90–191 km                                                                   | 101              |
| Szabolcs-Szatmár-Bereg | 203–280 km                                                                  | 77               |
| Tolna                  | 75–173 km                                                                   | 98               |
| Veszprém               | 80–98 km                                                                    | 18               |
| Vas                    | 81–124 km                                                                   | 43               |
| Zala                   | 183–234 km, volle Länge                                                     | 72               |

## Kontrolle
Die Nemzeti Útdíjfizetési Szolágltató Zrt. (Nationale Mauterhebung geschlossene Dienstleistungs-AG) ist die für die Kontrolle bestimmte Organisation. Die für die Feststellung benötigte Datensammlung erfolgt über 126 ortsgebundenen Mautkontrollstationen und mit Hilfe von ca. 100 Fahrzeugen.
Über die Registrierung kann so nachvollzogen werden, ob und welches Fahrzeug zur Nutzung des Straßenabschnittes berechtigt ist.
Die unbefugte Benutzung der Autobahn wird immer mit einer empfindlichen Geldstrafe geahndet. Allerdings gilt in Ungarn der Grundsatz der Gutgläubigkeit: Wer ohne Vignette auf die Autobahn auffährt, hat 60 Minuten Zeit, um eine Vignette nachzukaufen, ansonsten wird ein Bußgeld verhängt.